# Jubileum Volume III
Jubileum Volume III — музичний альбом гурту Bathory. Виданий у липні 1996 року лейблом Black Mark Production. Загальна тривалість композицій становить 59:28. Альбом відносять до напрямків блек-метал, вікінг-метал, треш-метал.

## Список пісень
1. «33 Something» — 3:14
2. «Satan My Master» — 2:06
3. «The Lake» — 6:43
4. «Crosstitution» — 3:17
5. «In Nomine Satanas» — 6:25
6. «Immaculate Pinetreeroad #930» — 2:48
7. «War Machine» — 3:19
8. «The Stallion» — 5:15
9. «Resolution Greed» — 4:13
10. «Witchcraft» — 2:50
11. «Valhalla backing vocals harmony sample» — 1:38
12. «Sociopath» — 3:11
13. «Pax Vobiscum» — 4:13
14. «Genocide» — 4:34
15. «Gods of Thunder, of Wind and of Rain» — 5:42